# Lãnh thổ kinh tế
Lãnh thổ kinh tế (tiếng Anh là economic territory) của một quốc gia bao gồm lãnh thổ địa lý chịu sự quản lý của chính phủ; bên trong lãnh thổ này dân cư, hàng hóa, vốn được tự do luân chuyển. Với những nước có bờ biển và hải đảo thì lãnh thổ kinh tế bao gồm các đảo có chủ quyền như trong đất liền và vùng lãnh hải có đặc quyền kinh tế.
Thuật ngữ này bao gồm :
- Vùng đất, vùng trời và mặt nước và vùng lãnh hải có đặc quyền kinh tế.
- Vùng lãnh thổ nằm ở nước ngoài sử dụng cho mục đích ngoại giao (đại sứ quán, lãnh sự quán), mục đích quân sự (căn cứ quân sự), nghiên cứu khoa học (trạm nghiên cứu khoa học).
- Các khu chế xuất hoặc kho hàng, nhà máy ở bên ngoài nhưng hoạt động chịu sự kiểm soát của hải quan nước đó cũng thuộc phần lãnh thổ kinh tế của nước này.